# 前野自有
前野 自有（まえの よりあり、生没年不詳）は、江戸時代初期の武士・阿波徳島藩士。前野自性の次男。自有系前野家初代。

## 人物
自有は、江戸時代初め（1600年代前半）に讃岐高松藩生駒家江戸詰家老の前野助左衛門自性の次男に生まれる。自性は生駒騒動の最中に病死し、幕府の判断により兄の前野唯雪が切腹処分となり、生駒家は国替えとなったため、讃岐を逃れて阿波徳島藩蜂須賀家に仕え、徳島城下福島町200石を領した。子孫も徳島藩に代々仕え、前野自敏の次男・前野庸範は新選組の伍長として活躍した。

## 氏族
前野氏は、桓武天皇皇子の良岑安世を始祖とする良岑氏の系統 で、平安時代末期もしくは鎌倉時代初期に創設された氏である。良岑（立木田）高成の子である前野高長もしくはその曾孫である前野時綱が尾張国丹羽郡前野村（現在の愛知県江南市前野町から大口町辺り）に移り住んで前野を名乗ったのが始まりとされている。

## 系譜
- 父：前野自性
- 妻：藍川蔵之丞娘
  - 男子：前野宥盛（高野山多聞院）
  - 女子：後藤丹左衛門室
  - 男子：前野自観
  - 女子：槙島克言室
  - 男子：前野自香
  - 女子：光岡兵太夫室